# Acalypha brachiata
Acalypha brachiata là một loài thực vật có hoa trong họ Đại kích. Loài này được Krauss mô tả khoa học đầu tiên năm 1845.